# 1276
1276 је била преступна година.

## Догађаји
- Битка на Гатачком пољу, Стефан Драгутин нови владар краљевине Србије.
- 21. јануар — Папа Иноћентије V је наследио Гргура X као 185. римски папа.

### Јул
- 11. јул — Папа Адријан V је наследио Иноћентија V као 186. римски папа.

### Септембар
- 13. септембар — Папа Јован XXI је наследио Адријана V као 187. римски папа.
- 1276. године су се први пут ковали динари краља Драгутина, по угледу на млетачке матапе (оптицајни метални новац од сребра маса око 1 гр.)

## Рођења
- Википедија:Непознат датум — Стефан Дечански, краљ Србије. († 1331)

## Смрти
- 27. јул — Ђауме I од Арагона (* 1208)